# All the Way to Rio
All the Way to Rio är ett studioalbum från 2017 av Anna Ternheim.

## Låtlista
Alla låtar är skrivna och komponerade av Anna Ternheim. 
| Nr           | Titel               | Längd |
| ------------ | ------------------- | ----- |
| 1.           | All the Way to Rio  | 3:26  |
| 2.           | Waving His Hello    | 3:45  |
| 3.           | 4 in the Morning    | 3:19  |
| 4.           | Holding On          | 4:37  |
| 5.           | Maya                | 4:12  |
| 6.           | Battered Soul       | 3:21  |
| 7.           | Keep Me in the Dark | 5:59  |
| 8.           | Dreams of Blue      | 4:42  |
| Total längd: | Total längd:        | 33:21 |